# 王殿甲
王殿甲（?—?），直隸省廣平府清河縣人，清朝政治人物、同進士出身。

## 生平
光緒十八年（1892年），参加光緒壬辰科殿試，登進士三甲5名。同年五月，改翰林院庶吉士。光緒二十年四月，散館，著以知县即用。